# Longdon (Staffordshire)
Pour les articles homonymes, voir Longdon.
Longdon est un village et une paroisse civile du district de Lichfield au Staffordshire, en Angleterre,. On y dénombre 1 505 habitants en 2011, contre 1 472 en 2001.

## Situation
Longdon se trouve à mi-chemin entre les villes de Rugeley et Lichfield. La paroisse civile comprend aussi les villages de Upper Longdon (en), Longdon Green et Gentleshaw (en).
Longdon fait partie de la circonscription de Lichfield.

## Personnalité liée à la paroisse civile
Le musicien Pete de Freitas est mort à Longdon en 1989.